# Juto Sato
Juto Sato (japonsko 佐藤 勇人), japonski nogometaš, * 12. marec 1982.
Za japonsko reprezentanco je odigral eno uradno tekmo.